# Грін-Веллі (переписна місцевість, Вісконсин)
Грін-Веллі (англ. Green Valley) — переписна місцевість (CDP) в США, в окрузі Шавано штату Вісконсин. Населення — 110 осіб (2020).

## Географія
Грін-Веллі розташований за координатами 44°47′49″ пн. ш. 88°16′5″ зх. д. / 44.79694° пн. ш. 88.26806° зх. д. (44.796935, -88.268156).  За даними Бюро перепису населення США в 2010 році переписна місцевість мала площу 0,48 км², уся площа — суходіл.

## Демографія
Згідно з переписом 2010 року, у переписній місцевості мешкали 133 особи в 41 домогосподарстві у складі 30 родин. Густота населення становила 275 осіб/км².  Було 53 помешкання (110/км²).
Расовий склад населення:
| - 92,5 % — білих - 2,3 % — корінних американців - 3,0 % — осіб інших рас |

До двох чи більше рас належало 2,3 %. Частка іспаномовних становила 3,8 % від усіх жителів.
За віковим діапазоном населення розподілялося таким чином: 33,8 % — особи молодші 18 років, 62,4 % — особи у віці 18—64 років, 3,8 % — особи у віці 65 років та старші. Медіана віку мешканця становила 24,8 року. На 100 осіб жіночої статі у переписній місцевості припадало 114,5 чоловіків;  на 100 жінок у віці від 18 років та старших — 109,5 чоловіків також старших 18 років.
Середній дохід на одне домашнє господарство  становив 41 595 доларів США (медіана — 38 021), а середній дохід на одну сім'ю — 41 595 доларів (медіана — 38 021). 
Цивільне працевлаштоване населення становило 50 осіб. Основні галузі зайнятості: сільське господарство, лісництво, риболовля — 44,0 %, освіта, охорона здоров'я та соціальна допомога — 26,0 %, виробництво — 12,0 %, роздрібна торгівля — 6,0 %.